# Poesia coreana

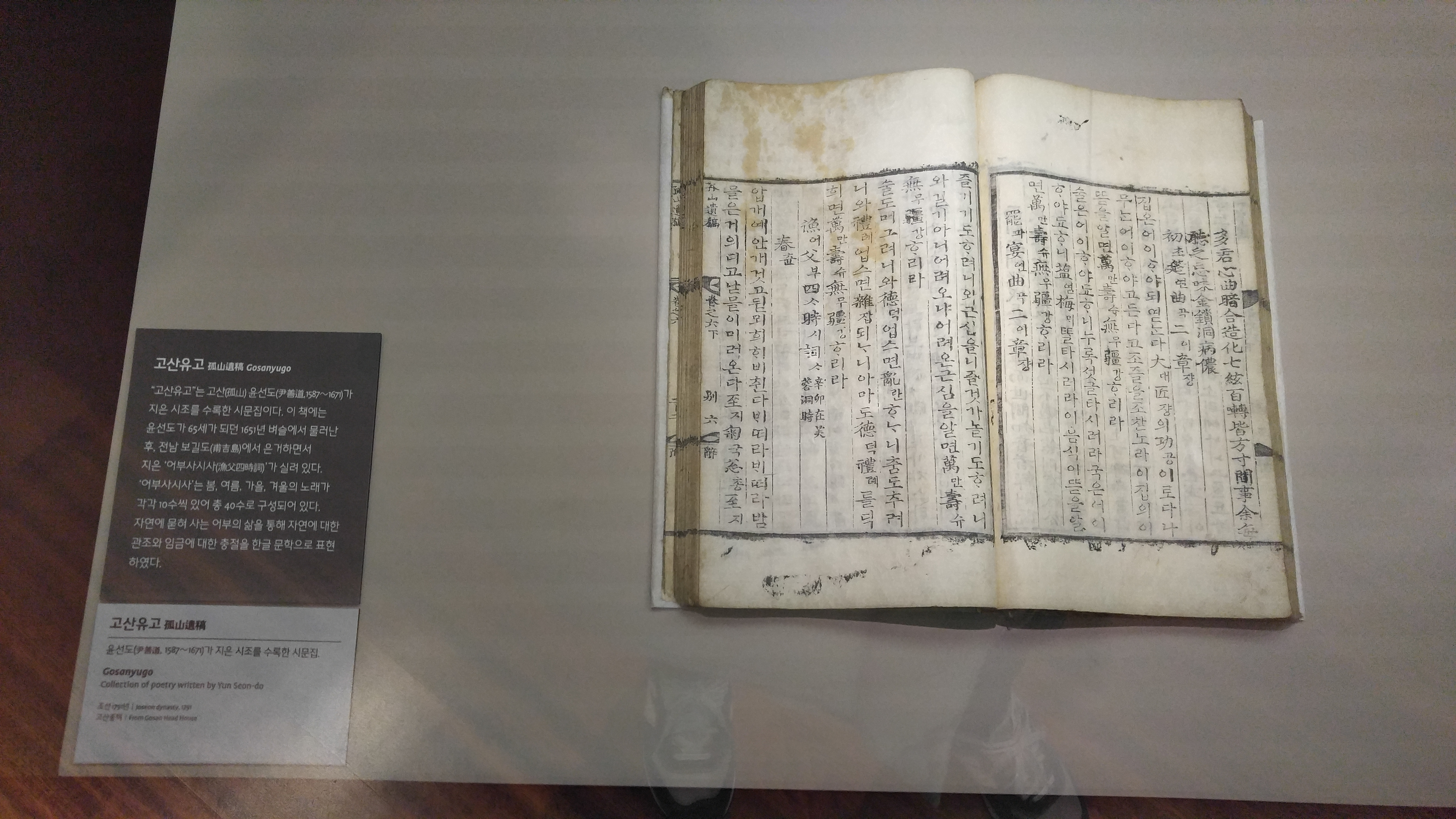
Raccolta di poesie conservata al Museo nazionale della Corea

La poesia coreana è l'insieme di tutti quei componimenti scritti in Hangul o, più raramente, in Hanja che si inspirano alla tradizione coreana. La poesia coreana viene spesso accompagnata da alcuni strumenti musicali tipici, che servono a renderne l'interpretazione migliore e patetica.

## Storia
Secondo diverse fonti cinesi risalenti al periodo Gojoseon e al periodo dei Proto-Tre Regni di Corea, la poesia veniva eseguita nell'ambito della vita religiosa e di quella politica sotto forma di canti orali. Infatti, sempre secondo i documenti cinesi, ogni qual volta veniva riunita un'assemblea fra i nobili coreani più in vista, il capo sacerdote era solito recitare un lungo canto in onore del re o della personalità più importante lì presente. In questo canto, venivano elencati gli avi del nobile in questione e le sue gesta in tempi di guerra e di pace. Spesso, dopo tale canto, venivano recitate poesie più allegre, volte a rallegrare l'animo dei partecipanti all'assemblea, o canti a sfondo religioso, che avevano invece lo scopo di invocare gli dei, affinché questi ultimi guidassero l'adunata secondo il loro volere. In questa maniera, la poesia entrò a far parte della sfera religiosa e politica coreana, assumendo un ruolo di notevole importanza.

Nel I secolo a.C., la poesia era ormai diventata un popolare passatempo fra le classi nobili, che erano solite ascoltarla e, talvolta, anche comporla. Ad esempio, il più antico canto coreano che è sopravvissuto fino ai nostri tempi fu scritto da un re coreano: si tratta della poesia di argomento amoroso Hwangjoga (황조가?, 黃鳥歌?; lett. "Il canto dell'uccello giallo"), scritta nel 17 a.C. da Yuri di Goguryeo. In questo periodo l'influenza politica, ma soprattutto culturale della Cina era molto forte. Infatti, nei canti composti nei secoli successivi, è evidente l'impatto che ebbe la poesia Tang su quella coreana. Inoltre, non bisogna dimenticare che in questo periodo il sistema di scrittura adottato dalla penisola coreana era quello Hanja, che prevedeva l'uso dei caratteri cinesi.

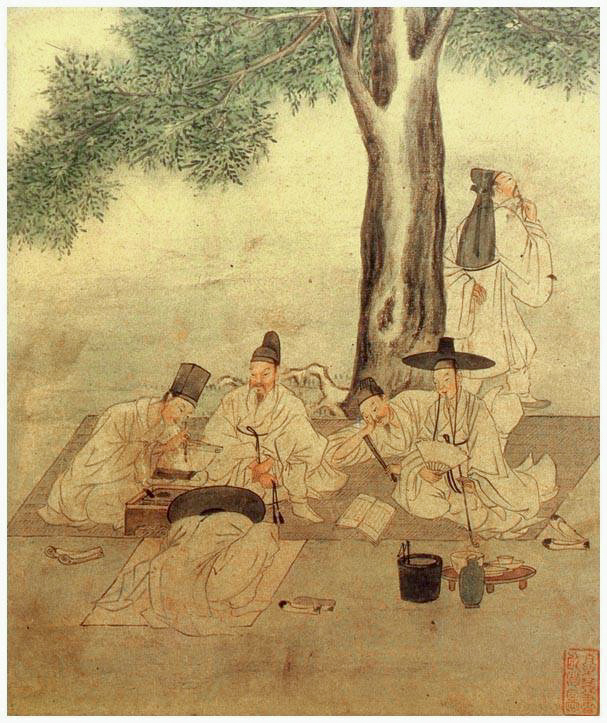
Alcuni membri della classe seonbi ritratti in un'immagine del XVIII secolo intenti a comporre una poesia.

Una poesia "strettamente" coreana iniziò invece a fiorire durante il regno di Goryeo, dal 935 circa, grazie soprattutto alle opere composte dal poeta e filosofo Choe Chiwon. Nonostante ciò, le poesie e le canzoni venivano raramente messe per iscritto, infatti nella penisola era ancora molto diffusa quella cultura orale che si era sviluppata negli anni addietro e che prevedeva che i poeti imparassero a memoria i loro componimenti o quelli di altri, affinché potessero tramandarli nel tempo. Tutte le poesie e le canzoni composte in questo periodo sono giunte all'epoca moderna grazie a una raccolta redatta nel 1075 da Kyun Yeo e chiamata Canti dei dieci voti di Samantabhara. Da essa si evince che in questo periodo emerse un genere poetico che sarà, nella penisola coreana, il più apprezzato in assoluto: il Sijo, genere nato nel IV secolo, ma che ottenne popolarità nel XI secolo nelle scuole frequentate dai seonbi, cioè dai membri di quella classe di studiosi ed eruditi che si sviluppò durante il regno di Goryeo. Il genere Sijo raggiunse il massimo splendore fra il XVI e il XVII secolo, durante la dinastia Joseon.

### Età contemporanea
Durante i primi anni del XX secolo, in Corea venne introdotta la corrente letteraria anglo-americana dell'imagismo. Molti poeti coreani iniziarono dunque a imitare lo stile di poeti come Ezra Pound e Thomas Stearns Eliot. Con la fine della seconda guerra mondiale e la divisione della penisola, i poeti coreani incominciarono ad abbandonare progressivamente l'utilizzo dell'Hanja in favore dell'Hangul. Inoltre, proprio grazie a tale divisione, la storia della poesia coreana si divise fra nord e sud. In un primo momento, tuttavia, ebbero molto successo le poesie patriottiche e d'argomento politico da entrambe le parti e, con l'avvento della guerra di Corea, questo genere ottenne ancora più popolarità. Successivamente i destini culturali delle due Coree si divisero drasticamente. In Corea del Nord, continuano ad avere molto successo le poesie patriottiche e di elogio alla nazione e ai propri leader, mentre in Corea del Sud la poesia seguì un'altra evoluzione, che fu vastamente influenzata dalla cultura occidentale: negli anni '70 ebbe molto successo la poesia lirica moderna.

## Generi

### Hyangga
Lo Hyangga è il genere poetico coreano organizzato più arcaico che sia giunto fino all'epoca moderna. Tutte le poesia Hyangga sono state scritte in Hanja e i poeti si servivano del sistema di scrittura idu, che ha reso possibile registrare le parole coreane attraverso il loro significato o suono equivalente in cinese. Lo Hyangga si sviluppò soprattutto durante il periodo del regno di Silla Unificato, quando l'influenza culturale cinese venne drasticamente ridotta a causa dei cambiamenti geopolitici.
Essendo questo un periodo in cui la poesia non veniva trascritta, ma bensì soltanto recitata oralmente, non possediamo fonti scritte risalenti al periodo del Silla Unificato. Tuttavia, Iryeon, l'autore del Samguk Yusa, una delle più importanti opere storiografiche dell'antica Corea, riporta nella sua opera 14 poesie Hyangga. Secondo Iryeon, egli avrebbe trascritto tali poesie da un'altra antologia, intitolata Samdaemok, che viene citata anche nel Samguk Sagi. Secondo tale opera il Samdaemok sarebbe stato redatto nell'888 e doveva contenere all'incirca 1.000 poesie Hyangga, ma andò completamente perduto prima di giungere all'età contemporanea.
Ogni poesia Hyangga deve rispettare una serie di regole metriche ben precise. I componimenti possono essere infatti composti solo da quattro, otto o dieci versi. Le poesie di dieci versi sono a loro volta divise in tre stanze, delle quali le prime due sono formate da quattro versi ciascuna, mentre quella finale è un distico, contenendone soltanto due.

### Canzoni del periodo Goryeo
Durante il periodo Goryeo, la poesia Hyangga gradatamente scomparve e al suo posto diventarono molto popolari le cosiddette "Canzoni del periodo Goryeo" (고려가요?, Goryeo gayoLR). La maggior parte di questi componimenti fu trasmessa oralmente per diverse generazioni, poi, durante il regno di Joseon, furono messi per iscritto utilizzando il sistema di scrittura Hangul.
La forma poetica delle canzoni del periodo Goryeo è spesso chiamata byeolgok, di cui esistono due sottogeneri ben distinti: il dallyeonche (단련체?) e il yeonjanche (연잔체?). Il dallyeonche è la forma più breve fra le due (paragonabile ai sonetti), mentre il yeonjanche indica una forma più estesa (più simile alle canzoni). In questo caso, le regole metriche sono pressoché assenti, difatti una componimento poetico di tale periodo non deve rispettare più una certa lunghezza prestabilita. Per quanto riguarda i temi, la maggior parte delle canzoni del periodo Goryeo si interrogano sulla natura umana e descrivono molti aspetti della vita quotidiana.

### Sijo
Nata durante il regno di Goryeo, ma che fiorì sotto la dinastia Joseon, il Sijo è la più conosciuta espressione poetica della penisola coreana, utilizzata per comporre componimenti e versi ancora oggi, essendo la forma poetica più apprezzata di tutta la produzione letteraria coreana. I temi toccati dalle poesie Sijo includono la contemplazione della natura, della religione e del suo aspetto metafisico, il dolore che provoca la nostalgia per il passato, gli interessi amorosi, l'epicità di alcuni eventi storici e l'ammonizione a diversi precetti morali. In origine, le poesie Sijo erano recitate e composte quasi esclusivamente dalla classe sociale più istruita e altolocata del regno Joseon, gli yangban. Tuttavia, col tempo, anche le kisaeng incominciarono a comporre, per intrattenere i nobili, poesie Sijo.
Metricamente, le poesie Sijo si caratterizzano per essere costituite da 3 versi, ciascuno con 14-16 sillabe e con una cesura nel mezzo che divide il verso in due emistichi. Tuttavia, solo una piccola parte delle poesie Sijo segue effettivamente tale struttura metrica. Infatti, in base all'argomento trattato nella poesia, la struttura metrica può essere notevolmente modificata. Invece del conteggio sillabico, è più accurato strutturare Sijo con emistichi o unità sintattiche. Ogni linea è composta da 2 emistichi e all'interno di ogni emistichio c'è un'unità sintattica, motivo per cui ci sono 2 unità sintattiche in ogni linea Sijo. Questa struttura, tuttavia, può variare anche a seconda del tipo di Sijo . Ad esempio, il Sijo narrativo (서사시조?, Sasol SijoLR) è molto più simile alla prosa, avendo un numero illimitato di sillabe per verso.
Qui di seguito viene riportata l'analisi di una poesia Sijo ordinaria (cioè che segue le regole metriche standard), tratta dall'antologia Cheongguyeongeon, composta da Kim Cheon-taek e di autore ignoto:
(Kim Cheon-taek, Cheongguyeongeon)
Il primo verso introduce l'argomento della poesia: "l'oggi", inteso come locus amoenus da cogliere e godersi (simile al concetto del motto latino carpe diem). Il secondo verso, invece, denota meglio i sentimenti che prova il poeta, che infatti si augura che "l'oggi" possa non finire mai. Nell'ultimo verso, l'autore, nonostante sia consapevole che "l'oggi" è ormai volto al termine, continua a desiderare che quest'ultimo, ormai diventato per lui un concetto superiore al tempo, non muoia mai e perduri anche il giorno successivo.

### Gasa
Gasa è una corrente letteraria emersa anch'essa durante il regno Goryeo, ma che si sviluppò sotto il regno di Joseon, grazie soprattutto al contributo che ne diede il poeta e filosofo Chŏng Ch'ŏl, autore che compose anche delle poesie Sijo. Le poesie Gasa vengono spesso associate ai componimenti gnomici della tradizione letteraria occidentale, in quanto i temi trattati sono molto simili. Gli autori di tale corrente, infatti, spesso riflettono sulla natura della virtù e sono soliti fornire degli ammonimenti sentenziosi ai giovani, al fine di educarli a una giusta morale. Per quanto riguarda l'aspetto metrico, le poesie Gasa sono abitualmente formate da due piedi gemellati composti da tre o quattro sillabe ciascuno.